# Русская Википедия
Ру́сская Википе́дия — раздел Википедии на русском языке, основанный 11 мая 2001 года. Входит в десятку самых крупных языковых разделов Википедии по всем основным показателям. Использует MediaWiki с рядом расширений. Включает в себя 2 056 135 статей.
Слово «русская» в названии не означает принадлежности к каким-либо народу, культуре или государству, а относится к языку написания статей.

## Основные показатели

### Количественные
По состоянию на 26 июля 2025 года в русской Википедии насчитывается 2 056 133 статьи различной тематики. По данному показателю русская Википедия занимает 7-е место среди всех языковых разделов.
Русская Википедия — первый по числу начатых статей языковой раздел Википедии на славянских языках и крупнейший среди всех разделов Википедии, основанных не на латинице. В русской Википедии зарегистрировано 3 780 365 участников.
Общее количество страниц в русской Википедии составляет 8 332 464, количество правок — 146 837 758. По этим показателям русскоязычный раздел находится на 6-м и на 5-м местах.
Русская Википедия использует принцип добросовестного использования (англ. fair use) и занимает второе место по количеству загруженных файлов в раздел, уступая только английской Википедии.

### «Глубина»
Раздел Википедии на русском языке обладает наибольшей «глубиной» среди всех славянских разделов, имеющих более 100 тысяч статей, и находится по этому показателю на 12-м месте среди 52 крупнейших языковых разделов, имеющих более 100 тысяч статей. По состоянию на 26 июля 2025 года в русскоязычном разделе Википедии — 2049 избранных статей, 4951 хорошая статья и 9482 добротные статьи, 1575 избранных списков. Русская Википедия содержит всю тысячу статей, которые должны быть в каждой Википедии, каждая из которых доведена до желаемого состояния — более 30 000 символов.
В разрезе тем, наибольшую долю занимают статьи, посвящённые:
- людям — 593 983;
- населённым пунктам — 328 767;
- омонимам — 217 908;
- антропогенным географическим объектам — 83 849;
- административным единицам — 83 092;
- водным объектам — 47 591;
- животным — 47 635;
- фильмам и телесериалам — 37 108;
- музыкальным альбомам — 20 812;
- компаниям — 15 036;
- растениям — 14 237;
- улицам — 12 471;
- музыкальным коллективам — 9872;
- песням — 12 464;
- компьютерным играм — 8795;
- музыкальным синглам — 10 005;
- галактикам Нового общего каталога — 4940;
- судам (плавучим сооружениям) — 6892;
- футбольным клубам — 6256;
- программному обеспечению — 5271;
- книгам — 5551;
- музеям — 4793;
- наградам — 5640;
- флагам — 2414;
- языкам — 3909;
- островам — 3911.

### Посещаемость и цитирование
По состоянию на начало апреля 2015 года количество просмотров страниц русской Википедии составляло около 1,5 миллиона в час. По данным alexa.com, на середину ноября 2018 года русскоязычный раздел Википедии находился на втором месте по посещаемости. На долю русской Википедии приходилось 8,99 % просмотренных страниц, в то время как на долю других разделов из первой пятёрки — английского 56,83 %, испанского 6,92 %, китайского 5,35 %, японского 4,73 %.
По данным на апрель 2022 года русская Википедия занимала третье место по посещаемости, уступив английской и японской и незначительно обойдя немецкую и испанскую. В октябре 2022 года русская Википедия также находилась на третьем месте по посещаемости среди всех языковых разделов Википедии.
На февраль 2014 года тематический индекс цитирования русской Википедии в Яндекс.Каталоге равен 79 000, по этому показателю она находится на четвёртом месте среди всех сайтов Рунета и шестом — среди всех сайтов Интернета.

## История развития
2001 год
11 мая — анонсировано создание раздела Википедии на русском языке. Раздел находился на домене russian.wikipedia.com.
2002 год
7 ноября — раздел был перенесён с домена russian.wikipedia.com на ru.wikipedia.org, сменил вики-движок с UseModWiki на MediaWiki. Скрипт переноса текстов и историй правок со старого сервера на новый не был запущен, был только вручную перенесён текст главной страницы; стала использоваться кодировка UTF-8. Фактически это «второе рождение» проекта — одна статья.
2006 год
29 ноября — русская Википедия получила награду «Премию Рунета — 2006» в номинации «Наука и образование».
2007 год
27—28 октября — в Санкт-Петербурге в Санкт-Петербургском государственном университете информационных технологий, механики и оптики прошла первая Вики-конференция.
27 ноября — повторное получение «Премии Рунета» в той же номинации.
2008 год
19 мая — русская Википедия вошла в десятку крупнейших разделов Википедии, став вторым (после японского) разделом в десятке, использующим нелатинский алфавит.
18—19 октября — в Москве в Научной педагогической библиотеке имени К. Д. Ушинского прошла вторая Вики-конференция.
2009 год
24—25 октября 2009 года в Санкт-Петербурге в Санкт-Петербургском государственном университете информационных технологий, механики и оптики (СПбГУ ИТМО) состоялась Вики-конференция 2009.
25 ноября — русская Википедия получила «Премию Рунета — 2009» в номинации «Наука и образование».
2010 год
8—9 мая — прошла Вики-конференция 2010 в Ростове-на-Дону.
10 июня — изменён дизайн и добавлено несколько нововведений.
25 ноября — русская Википедия получила «Премию Рунета — 2010» в номинации «Наука и образование».
2011 год
24 февраля — в результате заливки статей о реках России русская Википедия перегнала нидерландскую Википедию, а 45 минут спустя — также и португальскую Википедию, перейдя тем самым на восьмое место по числу статей.
20—21 августа — прошла Вики-конференция 2011 в Воронеже.
20 сентября — русская Википедия превзошла японскую Википедию по числу статей и вышла на седьмое место среди всех разделов Википедии, став самым крупным разделом, не использующим латиницу.
21 октября — нидерландская Википедия благодаря ботозаливке обогнала русскую и японскую Википедии, сместив русскую на восьмое место, а японскую на девятое.
2012 год
28 июня — количество участников русской Википедии превысило количество статей в ней.
10 июля — русская Википедия по решению части сообщества была заблокирована на один день в знак протеста против Законопроекта № 89417-6, который предполагал введение цензуры в Рунете.
10—11 ноября — в Москве в Научной педагогической библиотеке имени К. Д. Ушинского прошла VI Вики-конференция.
21 ноября — русская Википедия получила «Премию Рунета 2012» в номинации «Наука и образование».
3 декабря — русская Википедия превзошла польскую Википедию по числу статей и вышла на седьмое место среди всех разделов Википедии, став самым крупным разделом на славянском языке.
25 декабря — русская Википедия превзошла испанскую Википедию по числу статей и вышла на шестое место среди всех разделов Википедии.
2013 год
7 января — испанская Википедия благодаря ботозаливке обогнала русскую Википедию, сместив её на седьмое место.
19 февраля — число участников превысило 1 000 000.
24 февраля — русская Википедия вновь превзошла испанскую Википедию (после периода 25.12.2012 — 7.01.2013) по числу статей и вышла на шестое место среди всех разделов Википедии.
17 мая — произошла корректировка статистики языковых разделов Википедии, в результате чего количество статей в испанской Википедии превысило число статей в русскоязычном разделе. Таким образом, русская Википедия опустилась на седьмое место по числу статей.
27 мая — русская Википедия по количеству правок обошла итальянскую Википедию.
17 июня — шведская Википедия благодаря ботозаливке по количеству статей обошла русскую, отодвинув её на восьмое место.
1 октября — русская Википедия по количеству статей обошла испанскую, заняв седьмое место.
9—10 ноября — в Культурно-выставочном центре им. Тенишевых (Смоленск) была проведена VII Вики-конференция.
2014 год
7 августа — русская Википедия превзошла итальянскую Википедию по числу статей и вышла на шестое место среди всех разделов Википедии.
1 сентября — себуанская Википедия благодаря ботозаливке по количеству статей обошла русскую, отодвинув её на седьмое место.
13—14 сентября — в Москве в Российском экономическом университете имени Г. В. Плеханова прошла VIII Вики-конференция.
23 сентября — варайская Википедия благодаря ботозаливке по количеству статей обошла русскую, отодвинув её на восьмое место.
2015 год
9 января — число участников превысило 1 500 000.
10 января — общее количество страниц в русскоязычном разделе превысило 4 000 000.
31 марта — русская Википедия обошла по числу статей себуанскую, выйдя спустя полгода вновь на седьмое место. Русский раздел стал первой Википедией, обогнавшей себуанскую после последней ботозаливки в июле — августе 2014.

В ночь с 24 на 25 августа русская Википедия блокировалась рядом интернет-провайдеров.
3—4 октября — в Костроме в Костромском государственном университете имени Н. А. Некрасова состоялась IX международная Вики-конференция.
11 октября — русская Википедия обошла по числу статей варайскую и поднялась на шестое место.
10 ноября — русская Википедия получила «Премию Рунета — 2015» в номинации «Наука и образование».
12 ноября — в результате ботозаливки себуанская Википедия обошла по числу статей русскую Википедию и сместила её на седьмое место.
2016 год
6 октября — общее количество страниц в русскоязычном разделе превысило 5 000 000.
1—2 октября — в Санкт-Петербурге в Санкт-Петербургском государственном университете информационных технологий, механики и оптики (ИТМО) прошла юбилейная X международная Вики-конференция.
19 ноября — число участников превысило 2 000 000.
2017 год
20 июня — в раздел загружено 200 тысяч файлов.
2022 год
1 марта — появился серьёзный риск блокировки Википедии в России из-за статьи о вторжении России на Украину в 2022 году в рамках российско-украинской войны.
30 марта — Википедии снова угрожают блокировкой в России через сутки из-за статьи о вторжении России на Украину в 2022 году.
2024 год
18 сентября — число статей превысило 2 000 000. Автором юбилейной статьи о рассказе Владимира Набокова «Музыка» стал участник из Омска Николай Эйхвальд.
2025 год
15 мая — депутаты Госдумы призвали заблокировать Википедию в России из-за «враждебных трактовок» истории.

## Влияние политики на контент
Раздел на русском языке в основном редактируется российскими редакторами и потому часто повторяет тезисы, продвигаемые российским правительством.
В 2021 году историк Максим Потапенко и доктор политологии Матеуш Камионка провели исследование редактирования текстов статей про Крым с момента его аннексии Россией. Исследователи отметили разницу в терминологии между статьями в Википедии на русском языке, где в 2021 году аннексия Крыма Россией начала 2014 года названа «присоединение Крыма к России», и на украинском языке, где события описывались как «аннексия». В статьях по истории Крыма на украинском языке он описывается как этно-исторический регион Европы, русскоязычные статьи описывают его как имперское и советское наследие России. По мнению исследователей, это вызвано разницей в политическом медианарративе обеих стран, так как разделы Википедии отдавали предпочтение источникам на своем языке, а также разницей в украинской и российской историографии, которая растет с 2014 года. Исследователи отмечают, что содержимое статей в украинской и русской версиях значительно подвержено влиянию текущей политической ситуации и войны России с Украиной. Увеличивается «использование истории как средства для обоснования и легитимизации территориальных претензий», а использование истории как инструмента в Википедии подрывает принцип нейтральности — один из базовых принципов Википедии. Как отмечают исследователи в 2021 году, после 2014 года статьи по истории Крыма в Википедии на украинском языке стали более независимыми и оригинальными по источникам, в то время как статьи на русском языке, за счет большего количества просмотров, имели большее влияние на аудиторию.
В недавнем прошлом в статьях раздела о российской оккупации украинского Донбасса преуменьшалась роль российской армии, а Донецкая и Луганская области представлялись как «народные республики». Статья о сбитии малазийского Боинга российскими силами в 2014 году называется «катастрофой» и недостаточно атрибутирует виновника.
Журналисты издания «Slate» рассказывают о стремлении некоторых редакторов русскоязычного раздела описывать события российского вторжения в Украину 2022 года с точки зрения российской пропаганды. Издание находит неожиданным, что, при репрессивном подходе к инакомыслящим в России, сообщество редакторов отбросило такой подход к описанию войны с Украиной.
В 2024 году журналистское расследование сообщало о редактировании статей о российских миллиардерах в их интересах.

## Участники
Все пользователи русской Википедии делятся на тех, кто по мере необходимости читает её статьи, тех, кто хотя бы раз их редактировал и тех, кто создаёт, редактирует и читает статьи.
Редактировать статьи Википедии можно с постоянного аккаунта либо анонимно, без регистрации. Анонимным редактированием нередко злоупотребляют участники, которых ранее наказали за нарушения правил, чтобы продолжать свои нарушения.
Запрет анонимных правок постоянно предлагается с разных уровней, но текущий консенсус сообщества это не допускает. Однако это возможно в других языковых разделах: так, в 2020 году анонимное редактирование запретила португальская Википедия, одна из крупнейших.
Отдельная страница русской Википедии посвящена умершим участникам.

### Категории и флаги (статусы) участников
- Редактировать статьи Википедии можно с постоянного аккаунта либо анонимно, без регистрации.
- Участники русской Википедии зарегистрированы на ней, имеют свой постоянный аккаунт, под которым и правят её статьи. Они имеют своё имя. После регистрации участники могут пользоваться списком наблюдения за интересующими статьями, получают личное пространство, состоящее из личной страницы, страницы обсуждения и, возможно, дополнительных страниц. Также зарегистрированный участник получает возможность в целях удобства настраивать персональное оформление.
- Через 4 дня после регистрации они приобретают статус автоподтверждённых участников и могут править частично защищённые страницы и переименовывать любые (кроме полностью защищённых).
- Через 14 дней после регистрации и наличии не менее 20 правок они приобретают статус загружающих и могут загружать файлы (для загрузки файлов на Викисклад этот статус не требуется).

Два вышеперечисленных статуса присваиваются автоматически. Нижеприведённые статусы присваиваются участнику в ручном режиме.
- Исключение из IP-блокировок — специальный флаг, позволяющий редактировать страницы Википедии с заблокированных IP-адресов.
- Автопатрулируемые — получают возможность взаимодействовать с системой патрулирования статей на базовом уровне, предназначенной для защиты от вандализма и иных нежелательных изменений в статьях.
- Патрулирующие могут устанавливать и снимать отметку «патрулированная версия» со страниц, иметь доступ к необходимым служебным страницам. В настоящее время в русском разделе Википедии более 1800 участников с данными правами[23].
- Переименовывающие файлы могут изменять названия страниц файлов. В настоящее время в русском разделе Википедии более 70 участников с данными правами[24].
- Подводящие итоги могут подводить итоги обсуждений на подстраницах «к удалению» в сравнительно простых случаях. В настоящее время в русском разделе Википедии 48 участников и 2 бота являются подводящими итоги.
- Администраторы имеют дополнительные права по блокировке участников, удалению страниц, включению и снятию защиты со страниц, правке полностью защищённых страниц, присвоению и снятию с участников флагов патрулирующего, откатывающего, автопатрулируемого, подводящего итоги, исправлению последствий ошибочных действий других администраторов. В настоящее время в русском разделе Википедии 62 участника с правами администратора[25]. В русской Википедии невысокое число администраторов среди крупных Википедий, но удельный вес их (0.02 %) превосходит некоторые разделы, например, португальский. Администраторы не имеют каких-либо привилегий в управлении проектом и не имеют права использовать свои возможности для навязывания другим участникам своей точки зрения.
- Инженеры — участники, имеющие специальные права для технического обслуживания сайта.
- Бюрократы могут переименовывать учётные записи участников, присваивать и снимать статус администратора и бота. В настоящее время все бюрократы являются одновременно и администраторами, всего их 4 человека.
- Ревизоры могут скрывать отдельные версии страниц из истории правок, а также просматривать уже скрытые.
- Проверяющие участников имеют доступ к инструментам, позволяющим в случае необходимости получить доступ к дополнительным данным о пользователях для выявления обхода блокировок учётных записей и создания «сокпаппетов». Для выдачи данных прав участники обязаны сообщить свои реальные данные. Также они обязуются сохранять конфиденциальность, и в случае её нарушения данные права могут быть отозваны.
- Арбитры являются временно избираемыми членами Арбитражного комитета (АК), который призван разрешать различные конфликты, связанные с работой в Википедии, которые оказалось невозможно разрешить иными методами.
- Клерки избираются Арбитражным комитетом, в их функции входит помощь Арбитражному комитету в поддержании служебных страниц, связанных с работой АК, в актуальном состоянии, а также консультация участников по вопросам, связанным с заявками на арбитраж.
- Борцы с вандализмом — участники, обладающие возможностью подавать запросы специальному боту для последующей блокировки последним новых учётных записей или IP-адресов, полузащиты статей, скрытия провокационных или нарушающих ВП:ЛД правок и их описаний.

Участники, имеющие стаж в Википедии от 3 месяцев и 100 осмысленных правок в ней, могут участвовать в выборах администраторов и бюрократов. Участники, имеющие стаж в Википедии от 3 месяцев и 500 действий в ней, имеют право принимать участие в выборах Арбитражного комитета.

### Географическое распределение участников
| Распределение правок по странам, в процентах                                                     | Распределение правок по странам, в процентах | Распределение правок по странам, в процентах | Распределение правок по странам, в процентах | Распределение правок по странам, в процентах |
| Страна                                                                                           |                                              |                                              |                                              |                                              |
| ------------------------------------------------------------------------------------------------ | -------------------------------------------- | -------------------------------------------- | -------------------------------------------- | -------------------------------------------- |
| Россия                                                                                           |                                              |                                              | 72,5 %                                       |                                              |
| Украина                                                                                          |                                              |                                              | 10,6 %                                       |                                              |
| Беларусь                                                                                         |                                              |                                              | 2,7 %                                        |                                              |
| Казахстан                                                                                        |                                              |                                              | 2,5 %                                        |                                              |
| Израиль                                                                                          |                                              |                                              | 1,3 %                                        |                                              |
| Германия                                                                                         |                                              |                                              | 1,3 %                                        |                                              |
| США                                                                                              |                                              |                                              | 1,2 %                                        |                                              |
| Другие                                                                                           |                                              |                                              | 7,9 %                                        |                                              |
| По данным анализа правок, совершённых в период с 1 июля 2009 года по 30 сентября 2013 — Источник |                                              |                                              |                                              |                                              |

По состоянию на февраль 2025 года участники русской Википедии (по указанной ими информации) представляют 61 государства (включая непризнанные и частично признанные государства).
Из тех участников, которые когда-то указали на своей личной странице своё местонахождение, большинство участников из России — свыше 5800. Только в двух крупнейших городах страны их количество составляет несколько сотен в каждом: более 1400 участников указывают себя как участники из Москвы (кроме того, из Московской области — более 200 человек), более 750 — как участники из Санкт-Петербурга. Примерно по 120—130 человек указывают себя как участники из Екатеринбурга и участники из Новосибирска.

### Вики-встречи
Некоторые участники Википедии встречаются в реальной жизни на так называемых вики-встречах. Первая такая встреча участников русской Википедии прошла 1 мая 2005 года в Санкт-Петербурге.
С 2007 по 2022 год, участники из разных городов России и соседних стран ежегодно собирались на вики-конференции:
- 2007 — I Вики-конференция в Санкт-Петербурге
- 2008 — II Вики-конференция в Москве
- 2009 — III Вики-конференция в Санкт-Петербурге
- 2010 — IV Вики-конференция в Ростове-на-Дону
- 2011 — V Вики-конференция в Воронеже
- 2012 — VI Вики-конференция в Москве
- 2013 — VII Вики-конференция в Смоленске
- 2014 — VIII Вики-конференция в Москве
- 2015 — Международная IX Вики-конференция в Костроме
  - 2015 — Вики-Сабантуй 2015 в Уфе (конференция википедий на языках России)
- 2016 — Международная X Вики-конференция в Санкт-Петербурге
- 2017 — Международная XI Вики-конференция в Москве
- 2018 — Международная XII Вики-конференция в Санкт-Петербурге
- 2019 — Международная XIII Вики-конференция в Москве
- 2020 — Международная XIV Вики-конференция в Санкт-Петербурге
- 2021 — Международная XV Вики-конференция в Москве
- 2022 — Международная XVI Вики-конференция в Санкт-Петербурге

## Проблемы

### Войны правок
Как и в других языковых разделах Википедии, в русскоязычном разделе время от времени возникают затяжные конфликты между сторонниками различных точек зрения по тому или иному вопросу, что приводит к «войнам правок» — частому изменению статьи или круга статей в направлении преимущества определённого взгляда на их содержание.
Как заметила в 2013 году Элен Дунаевски, в русскоязычной Википедии статьи на темы, связанные с Украиной и её историей, часто более подвержены войнам правок, чем материалы, касающиеся даже спорных моментов истории российской, составляя на момент написания её статьи львиную долю в списке 15 наиболее редактируемых статей русскоязычного раздела (в частности, она выделила войны правок касательно написания названий украинских городов Киева и Харькова, предложного управления слова «Украина», украинского флота в 1917—1919 годах, гетмана Ивана Мазепы, УПА, Голодомора). Только на момент написания работы Дунаевски вики-статьи об УПА и Голодоморе ставились администраторами на защиту соответственно 12 и 11 раз, а во многих статьях украинской тематики делались тысячи правок против среднего для русскоязычного раздела значения в 34 правки на статью.
По данным исследования газеты «Взгляд» 2015 года, война правок распространена больше всего вокруг русско-украинской тематики, которая пережила первый свой пик в 2014 году и повторный — в 2022 году. Некоторые статьи, связанные с государственной принадлежностью Крыма и войны на востоке Украины, кардинально отличаются в русской и украинских версиях или даже могут противоречить друг другу. Помимо украинской тематики, в русскоязычном разделе распространены и другие потенциально конфликтные темы, а именно армяно-азербайджанский конфликт, в войнах правок которых активно участвуют армяне и азербайджанцы или интересующиеся данной тематикой; похожая ситуация складывается и в башкиро-татарском вопросе. Другая тема, связанная с гражданской войной в России, стала горячим полем между так называемыми сторонниками «белых» и «красных»; другие конфликтные темы связаны с тематикой гомосексуальности и ЛГБТ, где ведётся война правок между представителями сексуальных меньшинств с либералами против сторонников традиционных и охранительных точек зрения. Ещё одна конфликтная тема затрагивает ближневосточный конфликт, где пересекаются взгляды сторонников и противников военного вмешательства России или США. Среди других горячих тем встречаются также атеизм и религия, масонство, психиатрия, защита прав животных и другие. В 2022 году газета «Взгляд» выпустила публикацию «Вики-война только начинается», в которой признаётся невозможность постановки русской википедии под контроль, как и невозможность создания в ближайшем будущем «альтернатив».

### Критика
Основные объекты критики Википедии неавторитетности и ненадёжности информации, перекосы в охвате тем (см. Википедия:Системные отклонения) и субъективность их освещения.
Кроме того, Википедию критикуют за следующие недостатки:
- незащищённость от явного или «подлого» (трудно поддающегося выявлению) вандализма,
- попытки участников использовать статьи для продвижения крайне предвзятой точки зрения
- «войны правок» и иные конфликты между участниками

и др.

### Единый реестр запрещённых сайтов
В начале апреля 2013 года несколько статей Википедии были внесены в российский Единый реестр запрещённых сайтов. Несмотря на формальное постоянное наличие нескольких статей Википедии в реестре, их адреса не выгружались операторам связи для введения реальной блокировки.
18 августа 2015 года Роскомнадзор впервые потребовал ограничить доступ к статье о наркотическом веществе чарас на основании решения суда. Несмотря на то, что участники Википедии переименовали статью и полностью её переписали по открытым академическим источникам, 24 августа Роскомнадзор направил адрес страницы на блокировку операторами связи. Поскольку русская Википедия использует защищённый протокол https, провайдеры не имели возможности заблокировать отдельную страницу, и в ночь на 25 августа для многих российских пользователей интернет-энциклопедия стала недоступна. Но уже утром Роскомнадзор исключил страницу «чарас» из реестра, поскольку она, «согласно экспертному заключению ФСКН России, не нарушает требований законодательства». Блокировка Википедии была снята. НП «Викимедиа РУ» выпустило пресс-релиз.

### Дело 12 редакторов
В июле 2019 года в Русской Википедии в результате проверки заблокировали группу учётных записей за координированные действия. Внимание прессы было привлечено тем фактом, что с этих учётных записей добавлялась негативная информация про оппозицию и позитивная — про российских чиновников.

### Давление на Википедию
1 марта 2022 года Роскомнадзор пригрозил блокировкой Википедии из‑за статьи «Вторжение России на Украину (2022)». Причиной уведомления стали «сведения о многочисленных жертвах среди военнослужащих Российской Федерации, а также гражданского населения Украины, в том числе детях».
11 марта был арестован белорусский редактор Википедии. За день до этого российский телеграм-канал «Мракоборец» опубликовал личные данные редактора, обосновывая это тем, что редактор вносил якобы незаконные правки в статьи Википедии о нападении России на Украину.
1 ноября 2022 года российский суд оштрафовал фонд Wikimedia Foundation на два миллиона рублей за отказ удалить две статьи из русской Википедии; 19 марта 2023 — на три миллиона рублей за отказ удалить недостоверную информацию. Такие штрафы выписываются российскими судами регулярно.

## Внутренние награды
В русской Википедии существует система наград для статей, выделяющихся высоким качеством и информативностью. Существует специальный портал: Портал:Избранное содержание, посвящённый этому вопросу.
По состоянию на июль 2019 года в русской Википедии есть четыре вида таких наград:
- Избранные статьи — лучшие статьи, которые есть в Википедии, выбираются участниками на странице обсуждения кандидатов и презентуются раз в три или четыре дня на заглавной странице.
- Хорошие статьи — статьи, приближающиеся к избранным по качеству, но ещё не удовлетворяющие всем критериям избранных, выбираются участниками на странице обсуждения кандидатов и по мере избрания презентуются на заглавной странице.
- Добротные статьи — статьи, которые по размеру не удовлетворяют критериям хороших, но также могут быть причислены к качественным статьям Википедии. Выбираются на странице обсуждения кандидатов и не презентуются на заглавной странице.
- Избранные списки и порталы — страницы, которые не являются статьями, но несут в себе много информации, выбираются участниками на странице обсуждения кандидатов и презентуются по мере издания на заглавной странице.

Участники соответствующих проектов считают, что эти награды являются стимулом для написания как можно более качественных статей. Для особо активных и внёсших большой вклад википедистов предусмотрена система орденов. Те участники, которые внесли наибольший вклад в развитие русской Википедии, становятся лауреатами Вики-премии; эта награда вручается ежегодно, начиная с 2012 года.

## Награды и премии Русской Википедии
«Премия Рунета»
«Премия Рунета» — российская государственная общенациональная награда в области высоких технологий и Интернета, которой поощряются выдающиеся заслуги компаний-лидеров в области информационных технологий и электронных коммуникаций, государственных и общественных организаций, бизнес-структур, а также отдельных деятелей, внёсших значительный вклад в развитие российского сегмента сети Интернет (Рунета).
- «Премия Рунета — 2019» — лауреат премии в номинации «Образование и кадры»[источник не указан 29 дней].
- «Премия Рунета — 2017» — лауреат премии в номинации «Наука и образование»[источник не указан 29 дней].
- «Премия Рунета — 2015» — лауреат премии в номинации «Наука и образование»[источник не указан 29 дней].
- «Премия Рунета — 2014» — лауреат премии в номинации «Наука и образование»[45].
- «Премия Рунета — 2012» — лауреат премии в номинации «Наука и образование»[46].
- «Премия Рунета — 2011» — дипломант «Народной десятки» (6-е место)[47].
- «Премия Рунета — 2010» — лауреат премии в номинации «Наука и образование»[15], а также дипломант «Народной десятки» (7-е место).
- «Премия Рунета — 2009» — лауреат премии в номинации «Наука и образование»[48].
- «Премия Рунета — 2008» — дипломант «Народной десятки» (9-е место)[49].
- «Премия Рунета — 2007» — лауреат премии в номинации «Наука и образование», а также дипломант «Народной десятки» (8-е место)[50].
- «Премия Рунета — 2006» — лауреат премии в номинации «Наука и образование»[51].
- «Премия Рунета — 2005» — дипломант «Народной десятки» (6-е место)[52].

Интернет-конкурс РОТОР и РОТОР++
Сетевой конкурс РОТОР, особенность которого заключается в том, что номинировать и голосовать за проекты могут только видные деятели Рунета, являющиеся членами союза ЕЖЕ:
- РОТОР-2011 (2011 год) — номинация «Научно-популярный сайт года» (1-е место)[53].
- РОТОР-2010 (2010 год) — русская Википедия выиграла номинацию «Интернет-сообщество года»[54].
- РОТОР-2009 (2009 год) — русская Википедия выиграла номинацию «Научно-образовательный сайт года», а редакторы русской Википедии заняли II место в номинации «Редактор года». Также в конкурсе были номинированы Викитека и Викисклад[55].
- РОТОР-2008 (2008 год) — русская Википедия выиграла номинацию «Интернет-сообщество года» и в четвёртый раз заняла II место в номинации «Научно-образовательный сайт года», опять уступив проекту «Элементы.ру»[56].
- РОТОР-2007 (2007 год) — второе место в номинации «Интернет-сообщество года» и второе место в номинации «Научно-образовательный сайт года»[57].
- РОТОР-2006 (2006 год) — второе место в номинации «Научно-образовательный сайт года»[58].
- РОТОР++ (2005 год) — второе место в номинации «Научно-образовательный сайт года», первое — у проекта «Элементы.ру»[59].

Интернет-конкурс «Золотой сайт»
«Золотой сайт» — всероссийский открытый интернет-конкурс, основанный в 1998 году при участии IT-корпораций IBS, APC, Intel и Microsoft.
- «Золотой сайт — 2007» — лауреат в номинации «Классика»[60].

Прочие премии
- «Интернить’2005» — лауреат в номинации «Сервисы года»[61].

### Комментарии
1. ↑  Консенсуса об официальном названии проекта нет, употребляются различные варианты именования. См. Википедия:Опросы/Название русского раздела. Встречаются варианты: русская «Википедия», «Русская Википедия», Википедия на русском языке, русскоязычный раздел Википедии, а также Рувики[2][3].
2. ↑  Вокруг названия или слова «Википедия» могут присутствовать или отсутствовать кавычки. С одной стороны, названия печатных изданий, в том числе энциклопедий, принято давать в кавычках, с другой — имена общественных движений, учреждений культуры указываются без кавычек[4].
3. ↑  Подробности об используемой версии MediaWiki и установленных расширениях можно посмотреть на странице Служебная:Версия.